# Soru (ort)
Soru är en ort i Azerbajdzjan.   Den ligger i distriktet Lerik Rayonu, i den södra delen av landet, 210 km sydväst om huvudstaden Baku. Soru ligger 850 meter över havet och antalet invånare är 1 238.
Terrängen runt Soru är huvudsakligen kuperad, men söderut är den bergig. Närmaste större samhälle är Lerik, 9,5 km sydväst om Soru. 
Omgivningarna runt Soru är en mosaik av jordbruksmark och naturlig växtlighet. Runt Soru är det ganska tätbefolkat, med 60 invånare per kvadratkilometer.